# Decorati con la croce di cavaliere con fronde di quercia, spade e diamanti

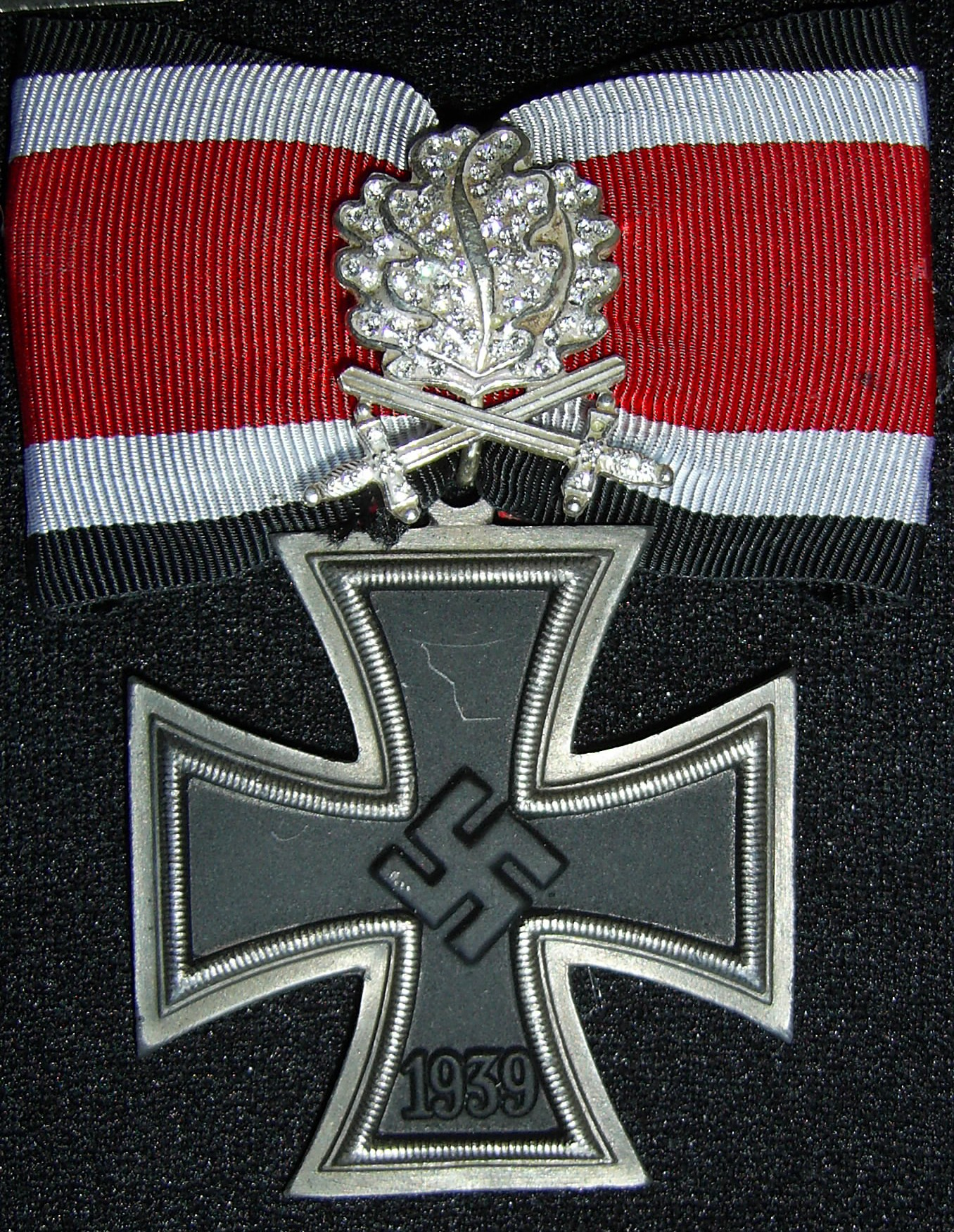
La croce di cavaliere con fronde di quercia, spade e diamanti.

Di seguito una lista dei soldati della Wehrmacht decorati con la croce di cavaliere con fronde di quercia, spade e diamanti. Tra le forze armate del Terzo Reich venne così distribuita:
- Heer: 11
- Luftwaffe: 12
- Waffen-SS: 2
- Kriegsmarine: 2

## 1941
- Oberst Werner Mölders (Luftwaffe), 16 luglio

## 1942
- Generalleutnant Adolf Galland (Luftwaffe), 28 gennaio
- Oberst Gordon Gollob, 30 agosto
- Hauptmann Hans-Joachim Marseille (Luftwaffe), 4 settembre
- Oberst Hermann Graf, 16 settembre

## 1943
- Generalfeldmarschall Erwin Rommel (Heer), 11 marzo
- Kommodore Wolfgang Lüth (Kriegsmarine), 11 agosto
- Major Walter Nowotny, 20 ottobre
- Generalmajor Adelbert Schulz, 14 dicembre

## 1944
- Oberst Hans-Ulrich Rudel (Luftwaffe), 29 marzo
- Generalmajor Hyazinth Graf Strachwitz, 15 aprile
- General der Waffen-SS Herbert Otto Gille (Waffen-SS), 19 aprile
- Generaloberst Hans-Valentin Hube (Heer), 20 aprile
- Generalfeldmarschall Albert Kesselring (Luftwaffe), 19 luglio
- Oberst Helmut Lent, 31 luglio 1944
- Generaloberst der Waffen-SS Josef Dietrich (Waffen-SS), 6 agosto
- Generalfeldmarschall Walter Model (Heer), 17 agosto
- Oberst Erich Hartmann (Luftwaffe), 25 agosto
- General der Panzertruppen Hermann Balck (Heer), 31 agosto
- General der Fallschirmtruppen Hermann-Bernhard Ramcke (Heer), 20 settembre
- Major Heinz-Wolfgang Schnaufer, 16 ottobre
- Fregattenkapitän Albrecht Brandi (Kriegsmarine), 24 novembre

## 1945
- Generalfeldmarschall Ferdinand Schörner (Heer), 1º gennaio
- General der Panzertruppen Hasso von Manteuffel (Heer), 18 febbraio
- Generalleutnant Theodor Tolsdorff, 18 marzo
- General der Panzertruppen Dr. Karl Mauss (Heer), 15 aprile
- General der Panzertruppen Dietrich von Saucken (Heer), 8 maggio